# Elena av Gallura
Elena av Gallura, död 1218, var en monark på Sardinien. Hon var "domare" (regerande drottning) i Gallura mellan 1203 och 1218.